# Route européenne 601
Pour les articles homonymes, voir Route 601.
La route européenne 601 relie Niort (A10/E5) à La Rochelle (N237/N137/E602), en France.
Elle est parcourue par la N11 et N248 .